# Nahošovice
Nahošovice är en ort i Tjeckien.   Den ligger i regionen Olomouc, i den östra delen av landet, 240 km öster om huvudstaden Prag. Nahošovice ligger 256 meter över havet och antalet invånare är 179.
Terrängen runt Nahošovice är huvudsakligen platt, men åt nordost är den kuperad. Terrängen runt Nahošovice sluttar västerut. Runt Nahošovice är det ganska tätbefolkat, med 160 invånare per kvadratkilometer. Närmaste större samhälle är Přerov, 9,4 km väster om Nahošovice. Trakten runt Nahošovice består till största delen av jordbruksmark.